# 305
305 (CCCV na numeração romana) foi um ano comum do século V do Calendário Juliano, da Era de Cristo, teve início a uma segunda-feira  e terminou também a uma segunda-feira. A sua letra dominical foi G (52 semanas)
| Ano completo                         |
| ------------------------------------ |
| Ano comum com início à segunda-feira |

## Acontecimentos
- 1 de maio:
  - Diocleciano e Maximiano abdicam;[1]
  - Constâncio Cloro e Galério são feitos augustos e Valério Severo e Maximino Daia são feitos césares.[1]
- O Arco de Galério é construído.

## Nascimentos
- São Dâmaso, 37º papa da Igreja Católica.

## Mortes
- Sosiano Hiérocles, procônsul da província da Bitínia que instigou as perseguições à comunidade cristã, sob o governo de Galério
- Porfírio, filósofo Neoplatónico.
- Santa Catarina de Alexandria, popular santa católica